# Regno Unito all'Eurovision Song Contest 2010
Il Regno Unito non ha ancora rivelato dettagli a proposito dei metodi di selezione del suo rappresentante: è noto, ad oggi, che sarà Pete Waterman a scrivere la canzone che rappresenterà i britannici ad Oslo. A settembre, delle indiscrezioni evidentemente smentite suggerivano che sarebbe stato il cantante dei Blue Duncan James a rappresentare il suo paese con un brano scritto da Gary Barlow. Il 19 febbraio è stato rivelato che la BBC organizzerà nuovamente lo show Eurovision - Your Country Needs You, nel quale verranno presentate le 6 canzoni scritte da Gary Barlow.

## All'Eurofestival
Il Regno Unito rientra nella categoria dei Big4, cioè dei quattro paesi europei che, per i loro contributi alla manifestazione, hanno il diritto di accedere direttamente in finale. Pertanto, il Regno Unito gareggerà in finale, il 29 maggio.